# Ženy v Česku
Česká republika poskytuje občankám širokou škálu občanských práv a české ženy se dlouhodobě aktivně podílejí na životě české společnosti. Ženy v České republice se však stále potýkají s genderovou diskriminací, zejména v zaměstnání a na politické scéně.

## Volební právo
Volební právo mají ženy v novodobém Česku od jeho vzniku. České ženy se zapojily do hnutí za volební právo žen již v Rakousku-Uhersku. Volební právo v Československu získaly ženy v roce 1920 přijetím ústavy Národním shromážděním Československa. Toto právo bylo přislíbeno již dříve v roce 1918 ve Washingtonské deklaraci, kterou sepsal první československý prezident Tomáš Garrigue Masaryk. Toto rozhodnutí navázalo na hnutí za volební právo v rámci Rakouska-Uherska, jehož se účastnily významné české sufražetky včetně Františky Plamínkové, Marie Tůmové a Charlotty Garrigue Masarykové. České hnutí za volební právo bylo silně spjato s nacionalistickým hnutím prosazujícím nezávislost. Ačkoli volební právo bylo kodifikováno v zákoně až v ústavě z roku 1920, ženské kandidátky se objevily v českých volbách na počátku 20. let. Božena Viková-Kunětická se v roce 1912 stala první ženou, která získala volený úřad.

## Reprodukční práva a rodinný život
Interrupce je v Česku legální až do 12. týdne těhotenství. České ženy mohou v tomto období podstoupit interrupci na základě žádosti a interrupce může být provedena z důvodu záchrany života matky nebo v případě znásilnění či incestu až do 24. týdne těhotenství. Většina českých občanů, v květnu 2019 to bylo 68 %, se domnívá, že interrupce by měla být na žádost ženy povolena. Vzhledem k tomu, že v sousedním Polsku bylo v roce 2021 právo na interrupci výrazně omezeno, založili čeští aktivisté organizaci Ciocia Czesia, která pomáhá polským ženám cestovat do České republiky, aby mohly podstoupit bezpečnou interrupci.
Porod v České republice je relativně bezpečný zákrok s nízkou mateřskou i dětskou úmrtností. Mateřská úmrtnost v České republice činí 3 úmrtí/100 000 živě narozených dětí (stav v roce 2017) a kojenecká úmrtnost 2,42 úmrtí/1 000 živě narozených dětí, což je jedna z nejnižších hodnot na světě. Míra výskytu HIV/AIDS u dospělých (ve věku 15–49) je nižší než 0,1 %. Úhrnná plodnost (TFR) je 1,49 narozených dětí/žena (odhady z roku 2021). Stejně jako v mnoha jiných evropských zemích se zakládání rodiny stalo liberálnějším. V posledních desetiletích se zvýšil počet nesezdaných soužití a snížila se vazba mezi plodností a manželstvím; v roce 2017 se v České republice narodilo 49 % dětí nesezdaným ženám.

## Účast na trhu práce
Mnoho českých žen má zaměstnání na plný úvazek a zároveň se věnuje práci v soukromé sféře, což jim dává „vysoký pocit osobní efektivity a nezávislosti“ v české společnosti. Světová banka odhaduje, že míra účasti na trhu práce v České republice u žen starších 15 let činila v roce 2019 52,81 %. Česká republika zaostává za ostatními evropskými národy, pokud jde o celkovou rovnost žen a mužů na pracovišti. V České republice stále převládá genderová segregace, kdy ženy zastávají práce spojené s tradičními genderovými rolemi. Přibližně 25 % žen pracuje ve školství, zdravotnictví a sociálních službách oproti 5 % mužů. Kromě toho je celková míra zaměstnanosti žen na plný úvazek 49 % výrazně nižší než míra zaměstnanosti mužů na plný úvazek 67 %.
V České republice existují výrazné rozdíly v platovém ohodnocení žen a mužů. Ženy v České republice vydělávají přibližně o 18,9 % méně než jejich mužští kolegové, což Českou republiku řadí pod průměrný rozdíl v platovém ohodnocení žen a mužů v EU, který činí 14,1 %. Ve vedoucích pozicích v zaměstnání jsou častěji muži než ženy, přičemž ve správních radách veřejně vlastněných společností působí přibližně 5krát více mužů než žen. Za hlavní příčinu rozdílů v platovém ohodnocení žen a mužů v České republice je považováno rodičovství. Česká republika nařizuje matkám placenou mateřskou dovolenou po dobu nejméně 28 týdnů po narození dítěte. V případě dvojčat nebo vícerčat se tato dovolená prodlužuje na 37 týdnů. Ženy jsou povinny čerpat mateřskou dovolenou 6, maximálně 8 týdnů před plánovaným termínem porodu. Placená otcovská dovolená je v České republice nabízena, je však výrazně kratší než standardní mateřská dovolená a činí 10 dní. Poslanecká sněmovna odhlasovala rozšíření placené otcovské dovolené na 2 týdny po narození dítěte v roce 2021.

## Politická účast
Přestože se ženy účastní české politiky již od jejího vzniku, jsou české ženy politicky nedostatečně zastoupeny jak na regionální, tak na celostátní úrovni. Česká republika si od svého vzniku nezvolila prezidentku ani premiérku. Od prosince 2021 působí ve vládě Petra Fialy tři ženy – Jana Černochová (ministryně obrany), Anna Hubáčková (ministryně životního prostředí) a Helena Langšádlová (ministryně pro vědu, výzkum a inovace).
Političky v současné době zastávají 25 % křesel v parlamentu a 21 % křesel v krajských zastupitelstvech. Markéta Pekarová Adamová je od roku 2021 předsedkyní Poslanecké sněmovny a od roku 2019 předsedkyní politické strany TOP 09. Přestože jsou české ženy stále nedostatečně zastoupeny, počet kandidátek a političek zvolených do celostátní vlády se v posledních desetiletích neustále zvyšuje. Ve volbách do Poslanecké sněmovny v roce 2021 tvořily ženy přibližně 31,7 % kandidátů, což je největší počet kandidátek, které se kdy zúčastnily voleb do Poslanecké sněmovny v historii země. Česká republika nemá žádné legislativně nařízené genderové kvóty, ale v rámci některých politických stran jsou zavedeny dobrovolné stranické kvóty pro zvýšení zastoupení žen. O skutečné účinnosti těchto dobrovolných stranických kvót se vedou diskuse. Česká vláda se v minulosti postavila proti zavedení genderových kvót EU, které by vyžadovaly, aby 40 % míst ve správních radách společností vlastněných veřejností připadlo ženám.

## Vzdělávání
Česká republika má velmi vysokou míru gramotnosti, která je stejná pro ženy i muže a činí 99 % (odhad z roku 2011). Středoškolské vzdělání má však dokončeno více mužů (95 %) než žen (92 %) (OECD 2014). Na vysokých školách působí značné množství žen, neboť v roce 2013 bylo více než 60 % absolventů bakalářského a magisterského studia ženského pohlaví. Zatímco celková úroveň terciárního vzdělání českých žen je vysoká, počet žen, které se hlásí ke studiu přírodních věd, technologií, inženýrství a matematiky (STEM), zůstává relativně nízký.